# Luftangriffe auf Wesel

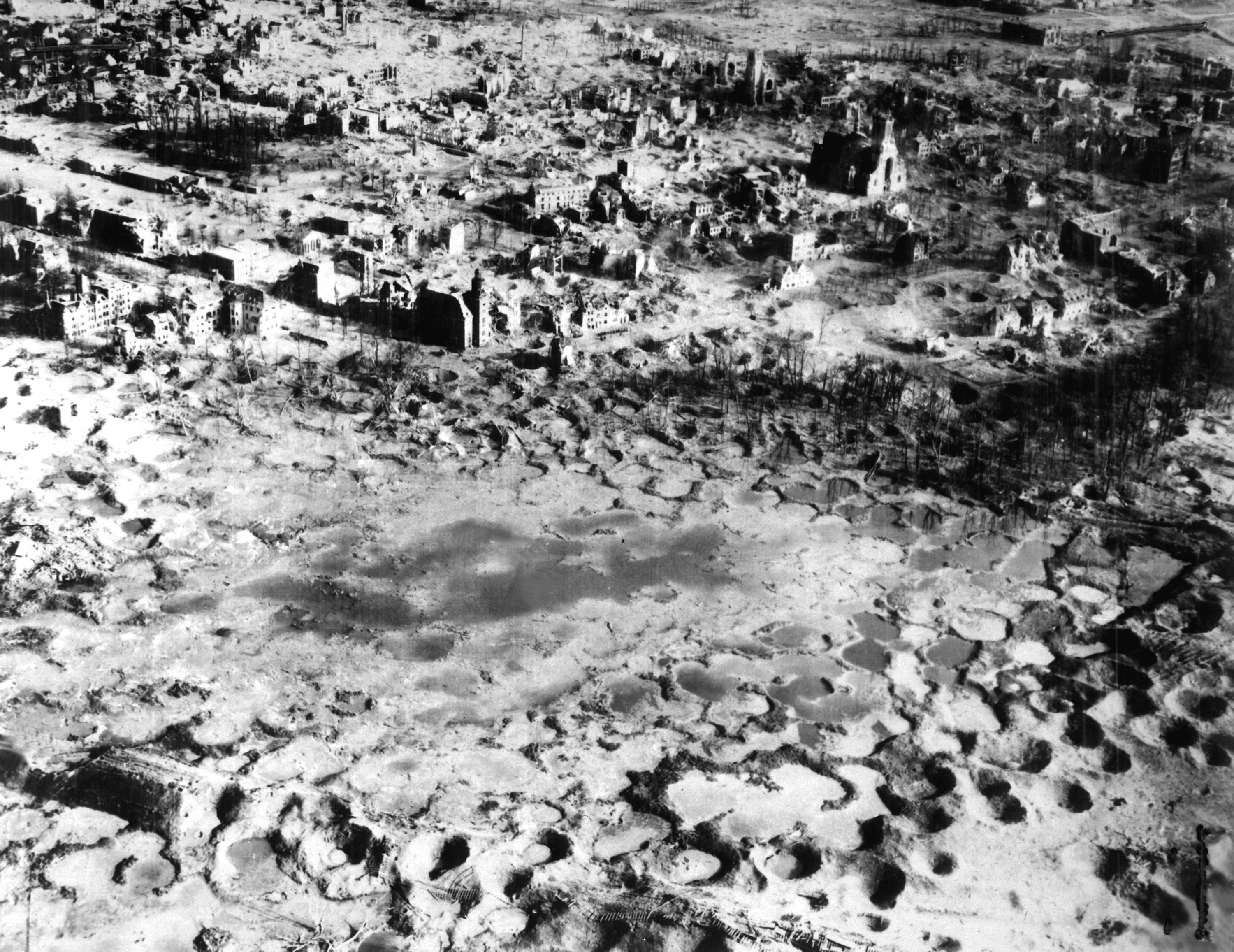
Wesel 1945: die Flächenbombardements der britischen Royal Air Force vernichteten die Stadt nahezu vollständig, auch der Willibrordi-Dom wurde zu großen Teilen zerstört.

Die Royal Air Force (RAF) führte 1945 im Zweiten Weltkrieg Luftangriffe auf Wesel durch. Die Stadt Wesel wurde zur Unterstützung der Überquerung des Rheins durch britische Truppen bombardiert. Bei diesen Angriffen wurde die Stadt zu 97 % zerstört.

## Hintergrund und Ablauf
Wesel wurde insbesondere aufgrund seiner strategischen Lage als Stadt mit einer Rheinbrücke und einem Wehrmachtsdepot im britischen Hauptvormarschgebiet zum Ziel der Alliierten. Die Stadt wurde am 16., 17., 18. und 19. Februar 1945 durch die britische Royal Air Force angegriffen. Nachdem fast alle Brücken über den Rhein und die Lippe von der Wehrmacht gesprengt worden waren (Verbrannte Erde) und sich am Niederrhein am 10. März 1945 nur noch die Eisenbahnbrücke Wesel in deutscher Hand befand, geriet Wesel in den Zielfokus.
Am 23. März wurde Wesel im Zuge der Vorbereitung für die Operation Plunder mit über 3.000 Artilleriewaffen angegriffen. An diesem Tag griffen auch 80 Bomber vom Typ Avro Lancaster der No. 3. Bomber Group der RAF Wesel am Tage an. In der Nacht griffen nochmals 195 Lancaster und 23 Mosquito der No. 5 Bomber Group des RAF Bomber Command an, um den deutschen Widerstand im Brückenkopf Wesel zu brechen, bevor schließlich Wesel erobert wurde. 97 % der Stadt wurden dabei zerstört. Im Mai 1945 lebten von fast 25.000 Einwohnern nur noch 1.900 in der Stadt.
Obwohl die Bevölkerung weitgehend vor den Angriffen geflohen war, hatte die Stadt über 600 tote Zivilisten zu beklagen. Feldmarschall Montgomery sagte über die Bombardierung von Wesel: „The bombing of Wesel was a masterpiece, and was a decisive factor in making possible our entry into the town before midnight.“ (Bernard Montgomery, deutsch: „Die Bombardierung von Wesel war ein Meisterwerk, und war ein entscheidender Faktor, um die Stadt vor Mitternacht zu erobern.“)